# Campagne des Uboote durant la Première Guerre mondiale
Première Guerre mondiale
Batailles
- Blocus allié de l'Allemagne
- Odensholm (08-1914)
- 1re Heligoland (08-1914)
- Action du 22 septembre 1914
- Falklands (12-1914)
- Dogger Bank (01-1915)
- Gotland (07-1915)
- Golfe de Riga (08-1915)
- Yarmouth et Lowestoft (04-1916)
- Jutland (05-1916)
- Funchal (12-1916)
- Combat entre le Leopard et le HMS Achilles
- Pas-de-Calais (04-1917)
- Combat entre le HMAS Sydney et le LZ92
- Détroit de Muhu (10-1917)
- 2e Heligoland (11-1917)
- Croisière de glace (02/03-1918)
- Zeebruges (04-1918)
- 1er Ostende (04-1918)
- 2e Ostende (05-1918)
- Sabordage allemand à Scapa Flow (06-1919)

Bataille de la mer Noire
- 12 octobre 1914
- Odessa (10-1914)
- Novorossiisk
- Feodosia
- Cap Sarytch
- île Kirpen (1re)
- île Kirpen (2e)

Front d'Europe de l'Ouest
Front italien
Front d'Europe de l'Est
Front des Balkans
Front africain
Front du Moyen-Orient
La campagne des U-boote de 1914 à 1918 est la campagne navale de la Première Guerre mondiale menée par les U-boote allemands contre les routes commerciales des Alliés. Elle s'est déroulée en grande partie dans les mers autour des îles britanniques et en Méditerranée. L'Empire allemand dépendait des importations pour l'alimentation et la production alimentaire nationale (en particulier les engrais) et le Royaume-Uni dépendait fortement des importations pour nourrir sa population, et tous deux avaient besoin de matières premières pour alimenter leur industrie de guerre; les puissances visaient donc à se bloquer mutuellement. Les Britanniques disposaient de la Royal Navy, qui était supérieure en nombre et pouvait opérer sur la plupart des océans du monde grâce à l'Empire britannique, tandis que la flotte de surface de la marine impériale allemande (en allemand : Kaiserliche Marine) était principalement limitée à la baie allemande, et utilisait des raids commerciaux et une guerre sous-marine sans restriction pour opérer ailleurs.
Au cours des seuls événements de l'Atlantique, les sous-marins allemands ont coulé près de 5 000 navires d'une jauge brute de près de 13 millions de tonneaux, perdant 178 sous-marins et environ 5 000 hommes au combat. D'autres théâtres navals ont vu des sous-marins opérer en Extrême-Orient et en Asie du Sud-Est, dans l'océan Indien, en Méditerranée et en mer du Nord.

## 1914: Première campagne

### La mer du Nord: Phase initiale

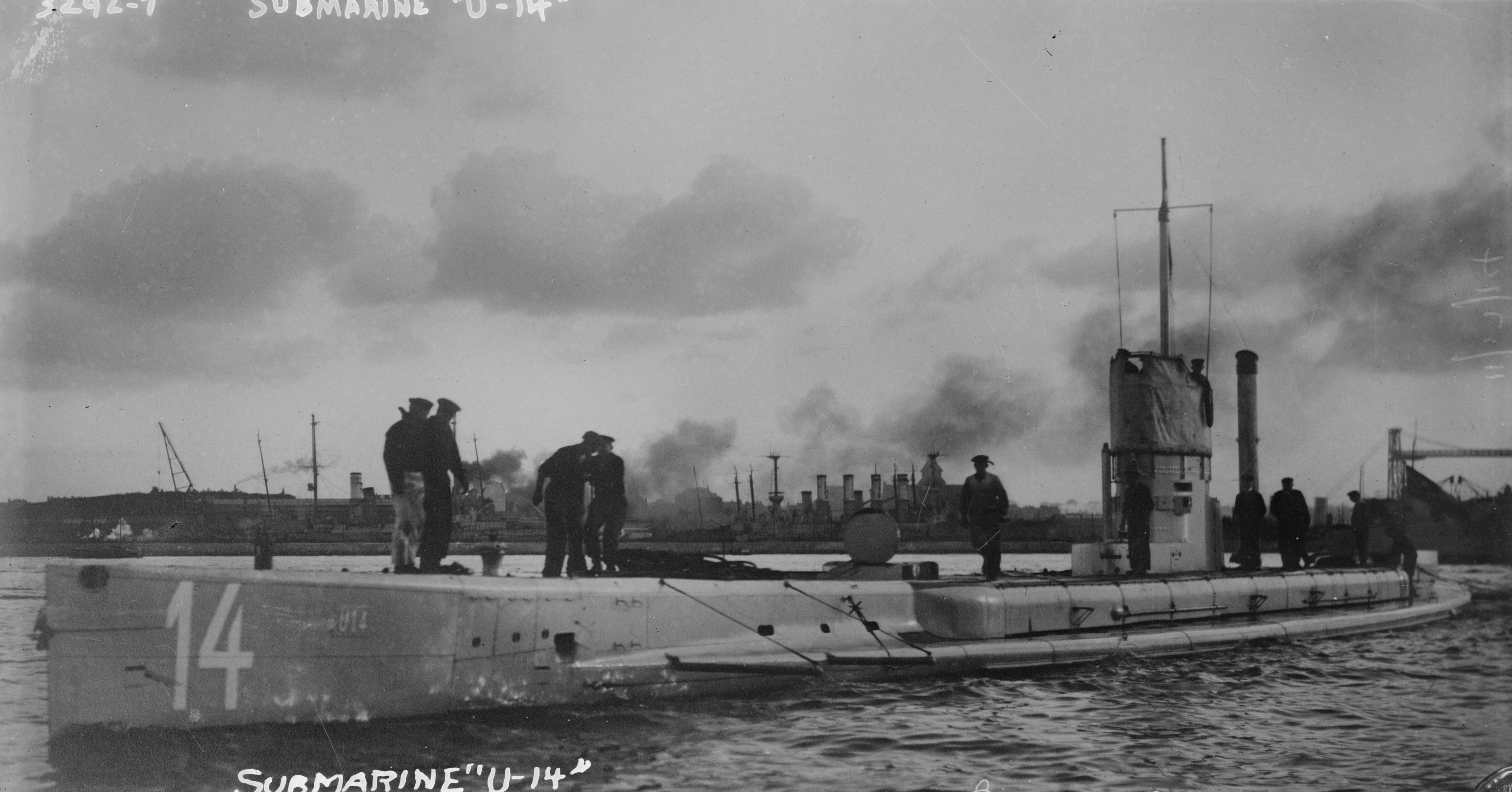
U-boot allemand U-14

En août 1914, une flottille de neuf U-boote a quitté sa base d'Heligoland pour attaquer les navires de guerre de la Royal Navy en mer du Nord, lors de la première patrouille de guerre sous-marine de l'histoire. Leur but était de couler les navires capitales (Capital ship) de la Grande Flotte britannique (Grand Fleet), et de réduire ainsi la supériorité numérique de la Grande Flotte sur la flotte allemande de haute mer (Hochseeflotte). La première sortie n'a pas été un succès. Une seule attaque a été menée, lorsque le SM U-15 a tiré une torpille sur le croiseur HMS Monarch, mais qui l'a manqué. Deux des dix U-boote furent perdus.
Plus tard dans le mois, les U-boote ont connu un succès, lorsque le SM U-21 a coulé le croiseur HMS Pathfinder. En septembre, le SM U-9 a coulé trois croiseurs blindés (Aboukir, Hogue et Cressy) en une seule action. D'autres succès ont suivi. En octobre, le SM U-9 a coulé le croiseur Hawke, et le dernier jour de l'année, le SM U-24 a coulé le cuirassé pré-dreadnought Formidable. À la fin de la campagne initiale, les U-boote avaient coulé neuf navires de guerre tout en perdant cinq de leurs propres navires.

### Méditerranée: Phase initiale
La phase initiale de la campagne des U-boote en Méditerranée comprenait les actions de la force U-boote de la marine austro-hongroise contre les Français, qui bloquaient le détroit d'Otrante. Au début des hostilités, la marine austro-hongroise avait sept U-boote en service ; cinq opérationnels, deux en formation; tous étaient de type côtier, avec une portée et une endurance limitées, adaptés aux opérations dans l'Adriatique. Néanmoins, ils ont connu un certain nombre de succès. Le 21 décembre 1914, le SM U-12 austro-hongrois torpille le cuirassé français Jean Bart, ce qui entraîne sa retraite, et le 27 avril 1915, le SM 5 austro-hongrois coule le croiseur français Léon Gambetta, avec de lourdes pertes humaines. Mais les bateaux austro-hongrois ne peuvent pas gêner le trafic allié en Méditerranée au-delà du détroit d'Otrante.

### La guerre sous-marine
En 1914, le principal avantage du U-boot était de s'immerger; les navires de surface n'avaient aucun moyen de détecter un sous-marin sous l'eau, et aucun moyen d'attaquer même s'ils le pouvaient, tandis qu'avec la torpille, le U-boot avait une arme qui pouvait couler un navire de guerre blindé d'un seul coup. Ses inconvénients étaient moins évidents, mais ils sont apparus au cours de la campagne. Alors qu'il était submergé, le U-boot était pratiquement aveugle et immobile; les bateaux de cette époque avaient une vitesse et une endurance sous-marines limitées, et devaient donc être en position avant qu'une attaque n'ait lieu, alors que même en surface, leur vitesse (environ 15 nœuds) était inférieure à la vitesse de croisière de la plupart des navires de guerre et aux deux tiers de celle des dreadnoughts les plus modernes.
Les U-boote ont remporté un certain nombre de succès impressionnants et ont réussi à chasser la Grande Flotte de sa base à la recherche d'un mouillage sûr, mais la marine allemande n'a pas réussi à éroder l'avantage de la Grande Flotte comme elle l'espérait. De plus, dans les deux principales actions de surface de cette période, le U-boot n'a pu avoir aucun effet; la flotte de haute mer a été incapable d'attirer la Grande Flotte dans un piège à U-boot. Alors que les navires de guerre se déplaçaient à grande vitesse et sur une route en zigzag erratique, ils étaient relativement sûrs, et pour le reste de la guerre, les U-boote furent incapables de monter une attaque réussie sur un navire de guerre voyageant de cette manière.

### Les premières attaques sur les navires marchands
Les premières attaques contre les navires marchands avaient commencé en octobre 1914. À cette époque, il n'y avait pas de plan pour une offensive concertée des U-boote contre le commerce allié. Il était reconnu que le U-boot présentait plusieurs inconvénients en tant que voleur commercial, et une telle campagne risquait de s'aliéner l'opinion neutre. Dans les six mois qui précédèrent le début de la guerre commerciale en février 1915, les U-boote avaient coulé 19 navires, pour un total de 43 000 tonneaux de jauge brute.

## 1915: Guerre au commerce

### La guerre sous-marine sans restriction

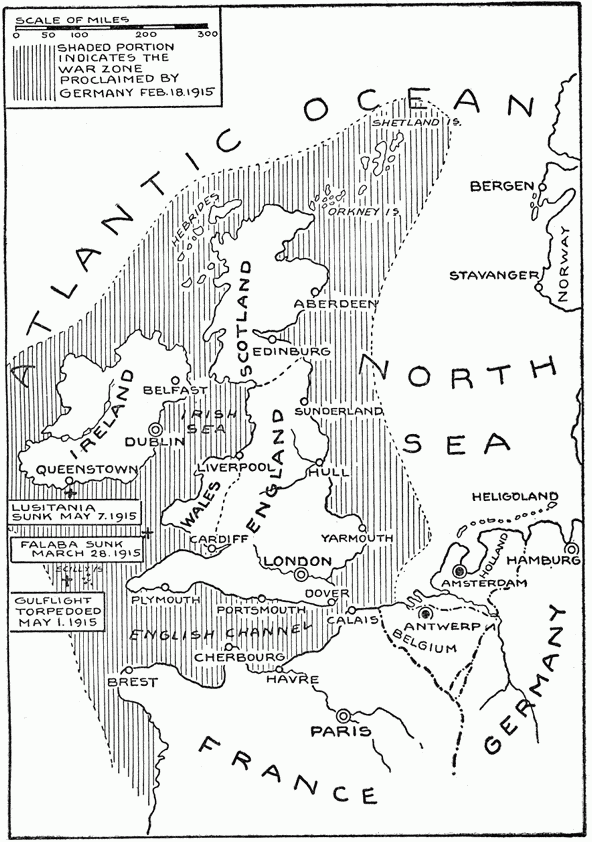
La zone ombrée montre la "zone de guerre" annoncée par l'Allemagne le 4 février 1915

u début de 1915, tous les combattants avaient perdu l'illusion que la guerre pouvait être gagnée rapidement, et commencèrent à envisager des mesures plus sévères afin d'obtenir un avantage.
Les Britanniques, avec leur puissance maritime écrasante, avaient établi un blocus naval de l'Allemagne dès le début de la guerre en août 1914, et au début de novembre 1914, ils l'ont déclarée zone de guerre, tout navire entrant en mer du Nord le faisant à ses propres risques. Le blocus était inhabituellement restrictif dans la mesure où même la nourriture était considérée comme de la "contrebande de guerre". Les Allemands considéraient cela comme une tentative flagrante d'affamer le peuple allemand pour le soumettre et voulaient exercer des représailles en nature, et en fait, la sévérité du blocus britannique n'a pas non plus été bien accueillie en Amérique.
L'Allemagne ne pouvait pas faire face à la force navale britannique sur une base égale, et la seule façon dont l'Allemagne pouvait imposer un blocus à la Grande-Bretagne était par le biais du U-boot. Le chancelier allemand, Theobald von Bethmann Hollweg, estimait qu'un tel blocus sous-marin, basé sur le principe du "tir sans avertissement", serait hostile aux États-Unis et aux autres neutres. Cependant, il n'a pas été en mesure de retenir les pressions pour prendre une telle mesure.
En réponse à la déclaration britannique de novembre 1914 selon laquelle la totalité de la mer du Nord était désormais une zone de guerre, le 4 février 1915, l'amiral Hugo von Pohl, commandant de la flotte allemande de haute mer, publia un avertissement dans le Deutscher Reichsanzeiger (Gazette impériale allemande) :

« (1) Les eaux autour de la Grande-Bretagne et de l'Irlande, y compris l'ensemble de la Manche, sont déclarées par la présente comme étant une zone de guerre. À partir du 18 février, tout navire marchand ennemi rencontré dans cette zone sera détruit, et il ne sera pas toujours possible d'éviter le danger qui menace ainsi l'équipage et les passagers.
(2) Les navires neutres courent également un risque dans la zone de guerre, car, compte tenu des dangers de la guerre maritime et de l'autorisation britannique du 31 janvier concernant l'utilisation abusive de pavillons neutres, il n'est pas toujours possible d'empêcher les attaques contre les navires ennemis de nuire aux navires neutres.
(3) La navigation au nord des Shetland, dans les parties orientales de la mer du Nord et dans une zone d'au moins trente milles nautiques de large le long de la côte néerlandaise n'est pas exposée au danger »

.
Avec le temps, des pays non européens (tels que le Brésil et les États-Unis) entreront en guerre.
La force allemande des U-boote était désormais principalement basée à Ostende en Belgique, ce qui donnait aux sous-marins un meilleur accès aux voies maritimes autour de l'Angleterre. Les Allemands ont profité de cet avantage, en envoyant une vingtaine de U-boote pour commencer le blocus naval. En janvier, avant la déclaration de "guerre sous-marine sans restriction" comme on appelait le blocus sous-marin, 43 550 tonnes de navires avaient été coulées par les U-boote. Le nombre de naufrages a ensuite augmenté régulièrement, avec 168 200 tonnes coulées en août. Attaquant sans avertissement, les U-boote allemands ont coulé près de 100 000 tonneaux de jauge brute par mois, soit une moyenne de 1,9 navire par jour.
Le 10 avril 1915, le vapeur britannique Harpalyce, navire de secours belge et clairement marqué comme tel, est torpillé sans avertissement par le SM UB-4 près du bateau-phare North Hinder, juste à l'extérieur de la bande de mer déclarée sûre par von Pohl. Le navire faisait route vers l'Amérique pour collecter de la nourriture pour les Belges affamés, et son naufrage a indigné des citoyens américains déjà mécontents de la mort de Leon C. Thrasher, noyé lorsque le SS Falaba a été coulé le 28 mars 1915 par le SM U-28 (incident Thrasher).

### RMS Lusitania

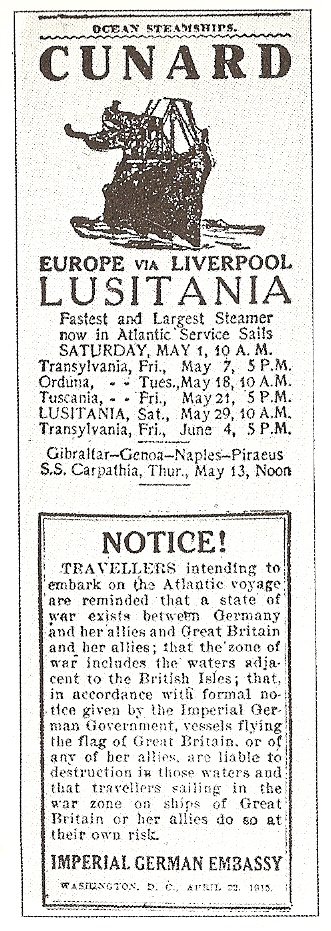
Avertissement officiel émis par l'ambassade impériale allemande

Le 7 mai 1915, le paquebot RMS Lusitania est torpillé par le SM U-20 à 21 km au large de l'Old Head de Kinsale, en Irlande, et coule en 18 minutes seulement. Sur les 1 959 personnes à bord, 1 198 ont été tuées, dont 128 citoyens américains.
Après l'incident, le gouvernement allemand a tenté de le justifier par toute une série d'arguments; néanmoins, l'indignation a été massive en Grande-Bretagne et en Amérique, et les Britanniques ont estimé que les Américains devaient déclarer la guerre à l'Allemagne. Cependant, le président américain Woodrow Wilson a refusé de réagir de manière excessive, bien que certains aient estimé que les pertes massives en vies humaines causées par le naufrage du Lusitania nécessitaient une réponse ferme des États-Unis. Finalement, il a été prouvé plus tard (grâce à la découverte de munitions dans l'épave) que le Lusitania transportait bien des munitions; contre les règles convenues pendant le conflit.
Lorsque l'Allemagne a commencé sa campagne de U-Bootes contre la Grande-Bretagne, Wilson avait prévenu que les États-Unis tiendraient le gouvernement allemand strictement responsable de toute violation des droits américains. Soutenu par le commandant en second du département d'État, Robert Lansing, Wilson a clairement exprimé sa position dans trois notes adressées au gouvernement allemand les 13 mai, 9 juin et 21 juillet.
La première note affirmait le droit des Américains à voyager comme passagers sur les navires marchands et demandait aux Allemands d'abandonner la guerre sous-marine contre les navires commerciaux, quel que soit leur pavillon.
Dans la deuxième note, Wilson a rejeté les arguments allemands selon lesquels le blocus britannique était illégal et constituait une attaque cruelle et mortelle contre des civils innocents, ainsi que leur accusation selon laquelle le Lusitania transportait des munitions. Le secrétaire d'État William Jennings Bryan a jugé la deuxième note de Wilson trop provocante et a démissionné en signe de protestation après avoir échoué à la faire modérer.
La troisième note, du 21 juillet, a lancé un ultimatum, selon lequel les États-Unis considéreraient tout naufrage ultérieur comme "délibérément inamical". Si l'opinion publique et les dirigeants américains n'étaient pas prêts pour la guerre, le naufrage du Lusitania avait ouvert la voie à une éventuelle déclaration de guerre.

### Les sous-marins mouilleurs de mines
L'apparition de nouveaux champs de mines au large de la côte Est de la Grande-Bretagne en juin 1915 a laissé perplexe la Royal Navy en raison de la forte fréquentation des eaux, et a d'abord été imputée à des bateaux de pêche neutres. Cependant, le 2 juillet, le petit caboteur Cottingham a accidentellement coulé le petit U-boot côtier UC-2 au large de Great Yarmouth, et lorsqu'il a été récupéré, on a découvert qu'il s'agissait d'un sous-marin poseur de mines, équipé de douze mines dans six tubes de lancement.
Le 21 août, le UC-5 devient le premier poseur de mines sous-marin à pénétrer dans la Manche, posant 12 mines au large de Boulogne, dont l'une a coulé le navire à vapeur William Dawson le même jour. Le 7 septembre, le UC-5 a posé 6 autres mines au large de Boulogne et de Folkestone, dont l'une a coulé le câblier Monarch. D'autres mines ont été posées au large de la côte Sud-Est par les UC-1, UC-3, UC-6 et UC-7.

### SSArabic
Le 19 août 1915, le SM U-24  coula le paquebot SS Arabic de la White Star, en partance pour l'Amérique, à 80 km au sud de Kinsale. Il a tiré une seule torpille qui a frappé le paquebot à l'arrière, et il a coulé en 10 minutes, avec la perte de 44 passagers et de l'équipage, dont 3 étaient américains. À la suite de spéculations sur la rupture des relations entre les États-Unis et l'Allemagne, le 28 août, le Chancelier a donné de nouveaux ordres aux commandants de sous-marins et les a transmis à Washington. Les nouveaux ordres stipulaient que jusqu'à nouvel ordre, tous les navires à passagers ne pouvaient être coulés qu'après avertissement et sauvetage des passagers et des équipages. Cela s'est avéré inacceptable pour le haut commandement de la marine, et le 18 septembre, les flottilles de haute mer ont été retirées de la guerre commerciale.

### Les opérations des Dardanelles
La marine allemande a envoyé ses premiers sous-marins en Méditerranée en réponse à la campagne des Dardanelles anglo-françaises, après qu'il fut devenu évident que ses alliés austro-hongrois ne pouvaient pas faire grand-chose contre elle avec leur petite force sous-marine, qui a néanmoins réussi à défendre l'Adriatique. Les premiers U-boote envoyés, le SM U-21 et les deux petits sous-marins côtiers, le SM UB-7 et le SM UB-8, ont obtenu un premier succès. Le U-21 a coulé les cuirassés HMS Triumph et HMS Majestic de la Royal Navy les 25 et 27 mai, respectivement, en route vers Constantinople, mais s'est heurté à de graves limitations dans les Dardanelles, où des essaims de petites embarcations et de vastes filets et barrages anti-sous-marins ont limité leurs mouvements.
Fin juin 1915, les Allemands avaient assemblé à Pola trois autres sous-marins préfabriqués de type UB I, dont deux devaient être transférés à la marine austro-hongroise. Ils étaient également en train d'assembler trois sous-marins anti-mines de type UC I, qui devaient être convertis en transport pour transporter de petites quantités de fournitures essentielles vers la Turquie.

### Les opérations en Méditerranée
La Méditerranée était un théâtre d'opérations attrayant pour l'Admiralstab allemand (Seekriegsleitung); une proportion importante des importations britanniques y transitait, elle était essentielle au commerce français et italien, et les sous-marins pouvaient y opérer efficacement même en automne et en hiver lorsque le mauvais temps entravait les opérations dans l'Atlantique et en mer du Nord. En outre, il y avait certains points d'étranglement par lesquels la navigation devait passer, comme le canal de Suez, Malte, la Crète et Gibraltar. Enfin, la Méditerranée offrait l'avantage de rencontrer moins de navires neutres, tels que les navires américains ou brésiliens, puisque moins de citoyens non européens sillonnaient alors les eaux.
Tout au long de l'été, la marine allemande a réuni une force de quatre U-boote à Cattaro pour des opérations contre le commerce en Méditerranée. La campagne a débuté en octobre 1915, lorsque les SM U-33 et SM U-39, suivis plus tard par le SM U-35, ont reçu l'ordre d'attaquer les approches de Salonique et de Kavala. Ce mois-là, 18 navires ont été coulés, pour un total de 63 848 tonnes. Il fut décidé le même mois que des renforts supplémentaires étaient nécessaires, et un autre grand U-boot, le SM U-38, appareilla pour Cattaro. Comme l'Allemagne n'était pas encore en guerre contre l'Italie, même si l'Autriche l'était, les sous-marins allemands reçurent l'ordre de ne pas attaquer les navires italiens en Méditerranée orientale où les Italiens ne pouvaient s'attendre à des actions hostiles que de la part des sous-marins austro-hongrois. Lorsqu'ils opéraient à l'ouest, jusqu'à la ligne du Cap Matapan, les sous-marins allemands battaient pavillon autrichien, et une politique de naufrage sans avertissement fut adoptée, car les grands navires marchands pouvaient être attaqués au motif qu'ils étaient soupçonnés d'être des transports ou des croiseurs auxiliaires.
L'Amirauté allemande a également décidé que le sous-marin de type UB II serait idéal pour le service en Méditerranée. Comme ceux-ci étaient trop grands pour être expédiés en sections par chemin de fer à Pola comme le Type UB I, les matériaux pour leur construction et les ouvriers allemands pour les assembler ont été envoyés à la place. Cela signifiait une pénurie de travailleurs pour achever les U-boote pour le service dans les eaux nationales, mais cela semblait justifié par les succès remportés en Méditerranée en novembre, lorsque 44 navires ont été coulés, pour un total de 155 882 tonnes. Le total en décembre est tombé à 17 navires (73 741 tonnes), ce qui représente encore plus de la moitié du tonnage total coulé sur tous les théâtres d'opérations à l'époque.
En novembre 1915, le SM U-38 provoque un incident diplomatique lorsqu'il coule le navire à vapeur italien SS Ancona alors qu'il navigue sous pavillon autrichien. La perte de neuf citoyens américains entraîne la suspension de la politique du "naufrage sans avertissement" en avril 1916 jusqu'à la reprise de la guerre sous-marine sans restriction en 1917. Un incident similaire de "faux pavillon" en mars 1916 a influencé la décision de l'Italie de déclarer la guerre à l'Allemagne en août 1916.

### Contre-mesures centrales

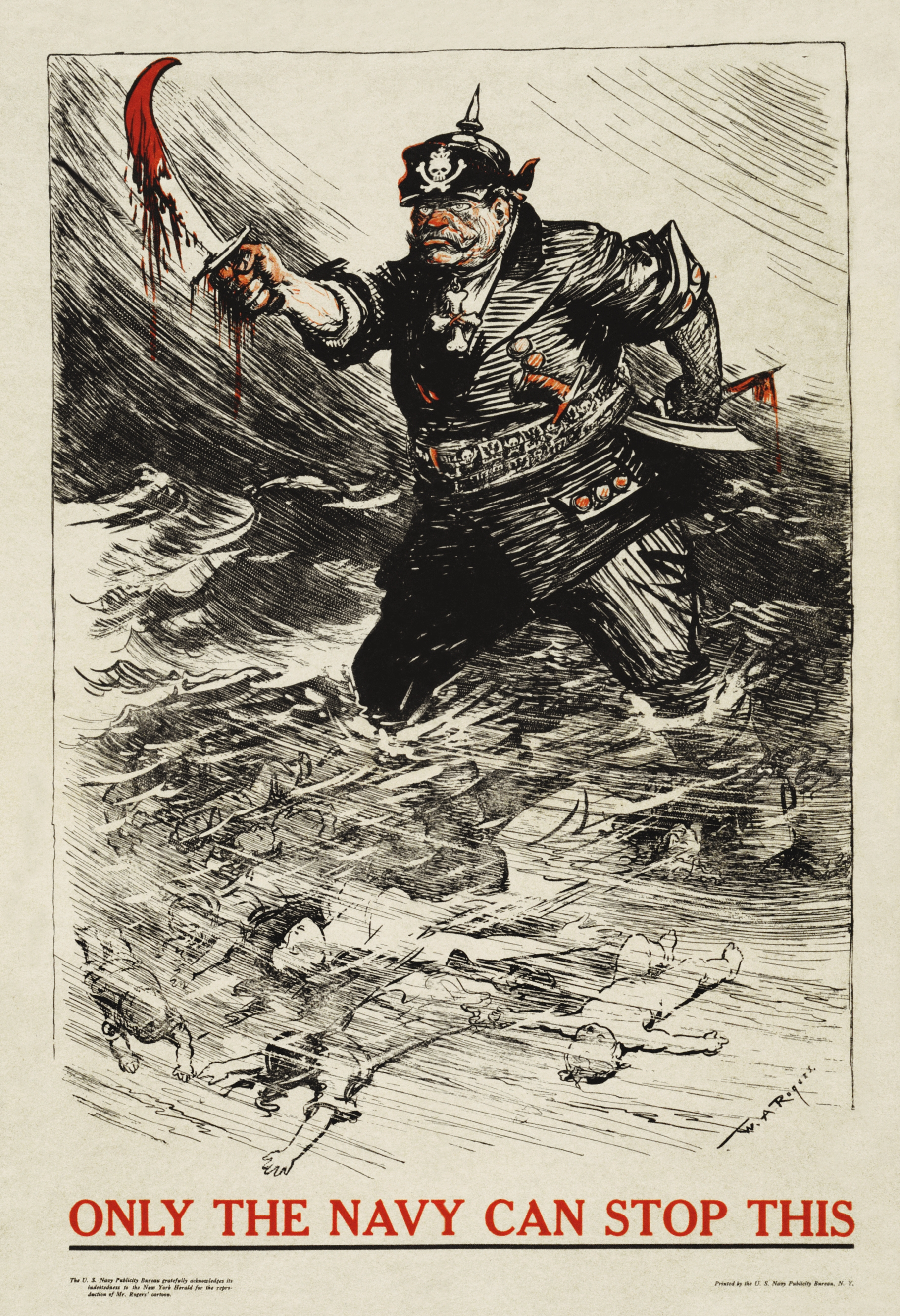
Affiche de recrutement de la marine américaine

Les contre-mesures alliées durant cette période ont eu un succès mitigé.
Les mesures défensives, telles que l'armement des navires marchands et le conseil de courir ou de se tourner vers le U-boot afin de l'éperonner ou de le forcer à plonger, étaient les plus efficaces. L'étape suivante consistait à armer les navires pour qu'ils puissent se défendre, puis à les engager dans des combats au canon ; deux U-boote ont été coulés en 1915 alors qu'ils attaquaient des chalutiers équipés à cet effet. L'étape suivante consistait à armer et à équiper les navires de canons cachés pour ce faire, ce qu'on appelle le Q-ship. Une variante de cette idée consistait à équiper les petits navires d'une escorte de sous-marins. En 1915, deux U-boote furent coulés par des Q-ships, et deux autres par des sous-marins accompagnant des chalutiers.
Les mesures offensives étaient moins efficaces ; on s'efforça d'utiliser des filets pour trouver les sous-marins submergés et des balayages à l'explosif pour les détruire, mais ce furent des échecs. On essaya également de fermer des routes comme le détroit de Douvres avec des filets à perche et des champs de mines, le soi-disant barrage de Douvres; d'installer des champs de mines autour des bases des sous-marins et de poster des sous-marins en patrouille pour les attraper à l'entrée ou à la sortie du port. Ces mesures ont nécessité d'énormes dépenses d'efforts et de matériel, mais n'ont guère eu de succès. En 1915, seuls deux U-boote ont été coulés par ces mesures.

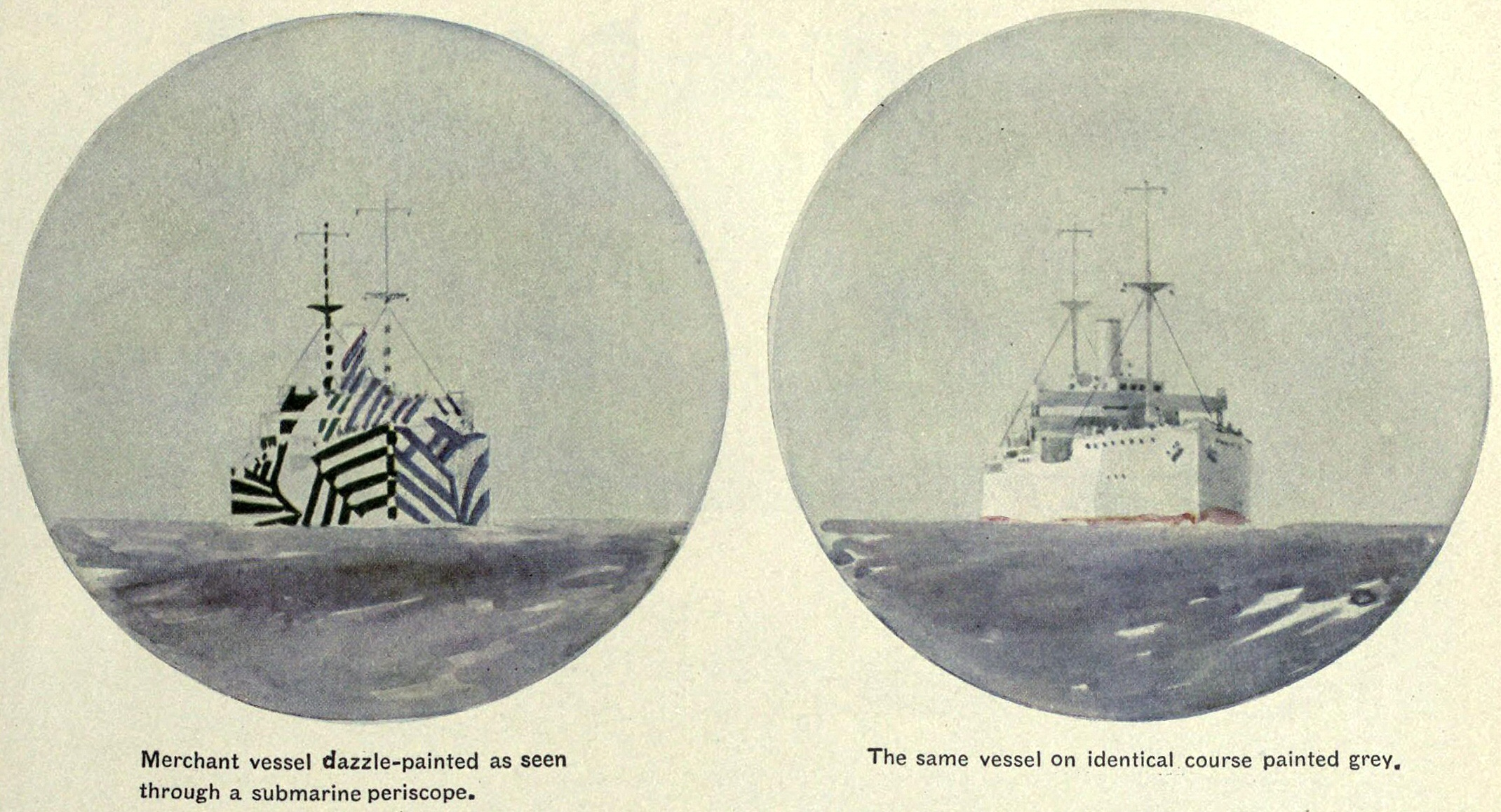
Efficacité revendiquée : Conception artistique d'une vue au périscope du commandant d'un U-boot d'un navire marchand en camouflage éblouissant (à gauche) et du même navire non camouflé (à droite), Encyclopædia Britannica, 1922. Les marquages bien visibles masquent le cap du navire.

Au début de cette période, la marine marchande britannique disposait d'une flotte maritime de 21 millions de tonneaux. En six mois de guerre sous-marine illimitée, les U-boote ont coulé 0,75 million de tonnes de navires alliés, ébranlant à peine la flotte marchande britannique ; tandis que les nouvelles constructions et les ajouts de navires saisis, avaient plus que compensé cette perte. D'autre part, de graves offenses avaient été commises à l'encontre de neutres tels que la Norvège et les Pays-Bas, et avaient amené les États-Unis au bord de la guerre. Cet échec et les diverses restrictions imposées à l'Arme des U-boote dans la zone atlantique mirent largement un terme à la campagne dans cette région, bien qu'elle se poursuivît sans trop d'entraves en Méditerranée et ailleurs, où il y avait moins de chances d'offenser les pays neutres.
Étant donné l'inefficacité des premières contre-mesures, la Grande-Bretagne et l'Amérique adoptèrent en 1917 et en 1918 un camouflage éblouissant pour tenter de réduire les pertes de navires dues aux torpilles. Dans les deux cas, les résultats n'ont pas été concluants,.

### Charge de profondeur
La charge de profondeur, ou "mine tombante" comme elle a été initialement nommée, a été proposée pour la première fois en 1910, et est devenue pratique lorsque le commandant en chef de la Royal Navy britannique, l'amiral de la flotte Sir George Callaghan, a demandé sa production en 1914. Le travail de conception a été effectué par Herbert Taylor à l'école de torpilles et de mines HMS Vernon à Portsmouth, en Angleterre, et la première charge sous-marine efficace, le "Type D", est devenue disponible en janvier 1916.
Les navires anti-sous-marins ne transportaient initialement que deux grenades sous-marines, qui devaient être libérées par un parachute à l'arrière du navire. Le premier succès fut le naufrage du SM U-68 au large de Kerry, en Irlande, le 22 mars 1916 par le Q-ship Farnborough. L'Allemagne a pris conscience de l'existence de ces grenades sous-marines après les attaques infructueuses du SM U-67 le 15 avril 1916 et du SM U-69 le 20 avril. Le SM UC-19 et le SM UB-29 ont été les seuls autres sous-marins coulés par des grenades sous-marines en 1916.

## 1916: La flotte de haute mer; eaux de la Méditerranée, des États-Unis, de l'Arctique et de la mer Noire

### En soutien à la flotte de haute mer
En 1916, la marine allemande a de nouveau tenté d'utiliser les U-boote pour éroder la supériorité numérique de la Grande Flotte ; elle a mis en place des opérations pour attirer la Grande Flotte dans un piège à U-boote. Comme les U-boote étaient beaucoup plus lents que la flotte de combat, ces opérations ont nécessité la mise en place préalable de lignes de patrouille de U-boote; la flotte de combat a alors manœuvré pour attirer la Grande Flotte sur eux.
Plusieurs de ces opérations ont été organisées, en mars et avril 1916, mais sans succès. Ironiquement, la principale action de la flotte qui a eu lieu, la bataille du Jutland, en mai 1916, n'a vu aucune participation de U-boot ; les flottes se sont rencontrées et engagées en grande partie par hasard, et il n'y a eu aucune patrouille de U-boot près de la zone de bataille. Une autre série d'opérations, en août et octobre 1916, fut également infructueuse, et la stratégie fut abandonnée au profit de la reprise de la guerre commerciale.
Les Britanniques étaient bien conscients du risque que représentaient les pièges à U-boot pour la Grande Flotte, bien qu'ils n'aient aucun moyen de savoir où ils pouvaient se trouver. Cependant, John Jellicoe avait développé une réponse tactique au problème qui, en l'occurrence, n'a jamais été testée. Face à une flotte allemande qui se détournait, il supposait un piège à sous-marins, et refusait de suivre, mais se déplaçait à grande vitesse sur le flanc, avant de se déployer ou d'ouvrir le feu; le but était de mener la bataille loin du terrain choisi par son ennemi, et de forcer les U-boote présents à faire surface s'ils avaient l'intention de suivre.

### Eaux de la Méditerranée
En 1916, la guerre commerciale se poursuit sans relâche dans la Méditerranée. Les contre-mesures alliées étaient largement inefficaces ; les arrangements complexes de coopération entre les différentes marines signifiaient une réponse fragmentée et non coordonnée, tandis que le principal remède préconisé par les Alliés pour la menace des U-boots, le Barrage d'Otrante, était de peu de valeur.
Seuls deux U-boote furent pris dans le barrage pendant toute la durée de son fonctionnement ; pendant ce temps, la marine marchande subissait d'énormes pertes. En 1916, les Alliés ont perdu 415 navires, sur 1 045 058 tonneaux de jauges brutes, soit la moitié des navires alliés coulés sur tous les théâtres d'opérations.
Huit des douze meilleurs commandants d'U-boote ont servi dans la flottille Pola, dont le commandant le plus gradé de tous, Lothar von Arnauld de la Perière.

### Les eaux américaines
En 1916, les Allemands ont achevé la construction de deux navires marchands sous-marins, destinés à être utilisés comme forceur de blocus. L'objectif était de les utiliser pour transporter des marchandises de grande valeur vers des nations neutres comme les États-Unis, qui maintenaient toujours une stricte neutralité et étaient prêts à commercer avec l'Allemagne comme avec n'importe quelle autre nation. Le premier de ces navires, le Deutschland, a navigué à l'été 1916 et a eu un impact favorable sur l'opinion publique américaine. Il a effectué un deuxième voyage tout aussi réussi à l'automne de cette année-là. Son navire-jumeau (sister ship) Brême, fut moins chanceux ; il disparut lors de son premier voyage, la cause de sa perte étant inconnue.
La croisière du SM U-53 sous la direction du Kapitänleutnant Hans Rose a fait une moins bonne impression. Après avoir fait le plein à Newport, dans le Rhode Island, Rose fit un raid sur les navires alliés au large des côtes du Canada et des États-Unis. Bien que ce soit dans les eaux internationales, et que Rose ait scrupuleusement respecté le droit international, cette action a été considérée comme un affront aux États-Unis, notamment lorsque des navires de guerre américains ont été contraints de se tenir à l'écart alors que des navires marchands situés à proximité étaient coulés.

### Les eaux arctiques
À l'automne 1916, les sous-marins de la flottille de haute mer attaquent les navires à destination de la Russie. Cinq U-boote ont opéré dans la mer de Barents entre le Cap Nord et la baie de Kola. De plus, les deux bateaux de la classe UE I posaient des champs de mines dans la mer Blanche. Ces bateaux ont coulé 34 navires (dont 19 norvégiens) avant que les glaces hivernales ne ferment la zone pour les opérations.
L'un des navires coulés près de la côte norvégienne était le marchand roumain Bistrița, coulé par le SM U-43 le 11 novembre. Avant de couler le navire, le Kapitänleutnant du U-boot a permis à l'équipage du navire de se réfugier dans son sous-marin, puis il a remis l'équipage à un voilier russe qui l'a emmené à Vardø. De là, ils ont finalement été rapatriés.

### Eaux de la mer Noire
La flottille de Constantinople a été créée en mai 1915 et exploitait des sous-marins allemands en mer Noire. La Bulgarie a rejoint la campagne en mai 1916, lorsque le sous-marin allemand SM UB-8 a été mis en service par la marine bulgare sous le nom de Podvodnik. En trois ans de fonctionnement, la flottille a coulé des navires d'une capacité totale de 117 093 tonneaux.
Le SM UB-45 a été perdu en novembre 1916 et le SM UB-46 en décembre, tous deux coulés par des mines russes Robert M. Grant, U-Boats Destroyed: The Effect of Anti-Submarine Warfare 1914-1918, p. 152. De plus, le SM UB-7 aurait été coulé par des avions russes en octobre.
Pendant les mois de septembre et octobre 1916, les sous-marins SM UB-42 et SM UB-14 ont eu pour principale mission de patrouiller les côtes russes et roumaines, de Constanța à Sébastopol. Le 30 septembre 1916, près du port de Sulina, le UB-42 a lancé une torpille sur le torpilleur roumain Smeul, mais l'a manquée. Le navire de guerre roumain contre-attaqua, endommageant le périscope et la tour de contrôle du sous-marin et le forçant à battre en retraite,, En novembre, le sous-marin allemand SM UC-15 fut envoyé en mission de minage au large de Sulina et ne revint jamais, étant coulé par ses propres mines,. Ceci fut probablement causé par une rencontre avec le Smeul, dont le capitaine surprit un sous-marin allemand près de Sulina en novembre 1916, ce dernier ne serait jamais revenu à sa base de Varna. Il ne pouvait s'agir que de l'UC-15, dont les systèmes ont très probablement mal fonctionné après avoir été contraints de s'immerger dans les eaux peu profondes, lors de la rencontre avec le torpilleur roumain.

## 1917: Reprise de la guerre sous-marine sans restriction

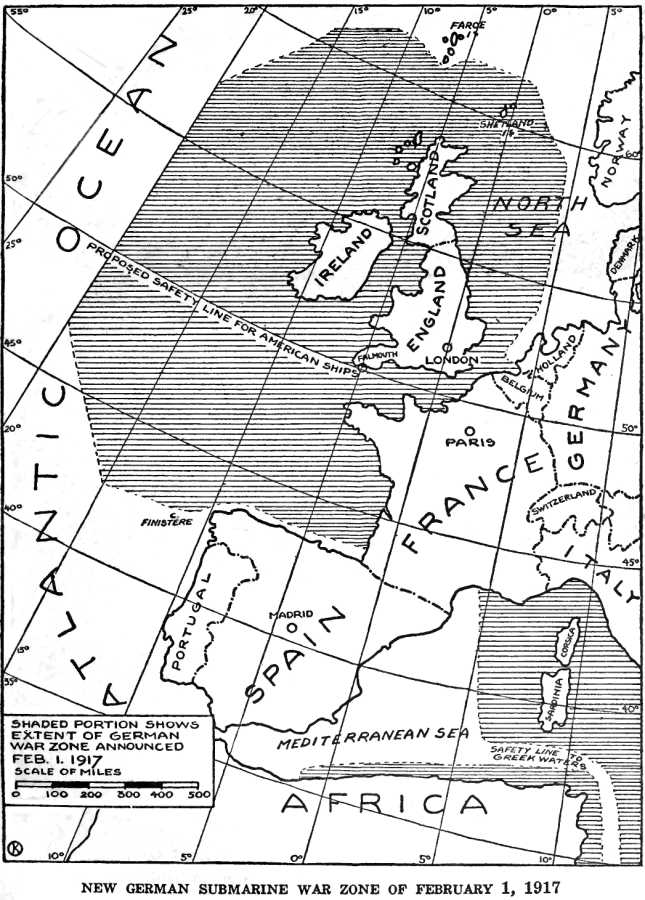
Les zones ombrées montrent la zone de guerre sous-marine sans restriction annoncée par l'Allemagne le 1er février 1917

Le 22 décembre 1916, l'amiral von Holtzendorff rédigea un mémorandum qui devint le document clé pour la reprise par l'Allemagne de la guerre des U-boote sans restriction en 1917. Holtzendorff proposait de briser les reins de la Grande-Bretagne en coulant 600 000 tonnes de navires par mois, en s'appuyant sur une étude de février 1916 du Dr. Richard Fuss, qui avait postulé que si la marine marchande était coulée à un tel rythme, la Grande-Bretagne manquerait de navires et serait obligée de poursuivre en justice pour la paix dans les six mois, bien avant que les Américains puissent agir. Même si les Américains "désorganisés et indisciplinés" intervenaient, Holtzendorff assura au Kaiser : "Je donne à Votre Majesté ma parole d'officier, qu'aucun Américain ne débarquera sur le continent".
Le 9 janvier 1917, le Kaiser a rencontré le chancelier Bethmann-Hollweg et les dirigeants militaires au Schloss Pless pour discuter des mesures à prendre pour résoudre la situation de guerre de plus en plus sombre de l'Allemagne; sa campagne militaire en France s'était enlisée, et avec des divisions alliées dépassant les divisions allemandes en nombre de 190 à 150, il y avait une réelle possibilité d'une offensive alliée réussie. Pendant ce temps, la marine allemande était bloquée dans son port d'attache de Kiel, et le blocus britannique avait provoqué une pénurie de nourriture qui, à son tour, causait des décès dus à la malnutrition. L'état-major militaire exhorta le Kaiser à libérer la flotte de sous-marins pour les navires se dirigeant vers la Grande-Bretagne, Hindenburg conseillant au Kaiser que "la guerre doit prendre fin par quelque moyen que ce soit et le plus tôt possible". Le 31 janvier, le Kaiser a dûment signé l'ordre de reprise de la guerre sous-marine sans restriction à compter du 1er février; Bethmann-Hollweg, qui s'était opposé à cette décision, a déclaré que "l'Allemagne est finie".
Le 27 janvier, l'amiral Beatty a fait observer que "le véritable enjeu consiste à savoir si nous bloquons l'ennemi à genoux ou s'il nous fait la même chose"..
Le 1er février, l'Allemagne avait 105 sous-marins prêts à l'action : 46 dans la flotte de haute mer, 23 dans les Flandres, 23 en Méditerranée, 10 dans la Baltique et 3 à Constantinople. De nouvelles constructions ont permis de garantir que, malgré les pertes, au moins 120 sous-marins seraient disponibles pour le reste de l'année 1917. La campagne fut d'abord un grand succès, près de 500 000 tonnes de navires ayant été coulées en février et mars, et 860 000 tonnes en avril, lorsque les réserves de blé de la Grande-Bretagne se réduisirent à six semaines. En mai, les pertes dépassèrent 600 000 tonnes, et en juin 700 000. L'Allemagne n'avait perdu que neuf sous-marins au cours des trois premiers mois de la campagne.
Le 1er février, près de la Gironde, un U-boot a fait surface à proximité du marchand roumain București, ce dernier étant armé de deux canons de 120 mm. Un court duel d'artillerie s'ensuit, entre le canon arrière du marchand (piloté par l'officier Ciocaș Mihail) et le canon de pont du sous-marin. Finalement, un obus du canon du marchand est tombé à 50 mètres du sous-marin, ce qui a poussé le U-boot à plonger et à battre en retraite.
Le 3 février, en réponse à la nouvelle campagne de sous-marins, le président Wilson a rompu toutes les relations diplomatiques avec l'Allemagne, et le Congrès américain a déclaré la guerre le 6 avril.

### Réponse des alliés

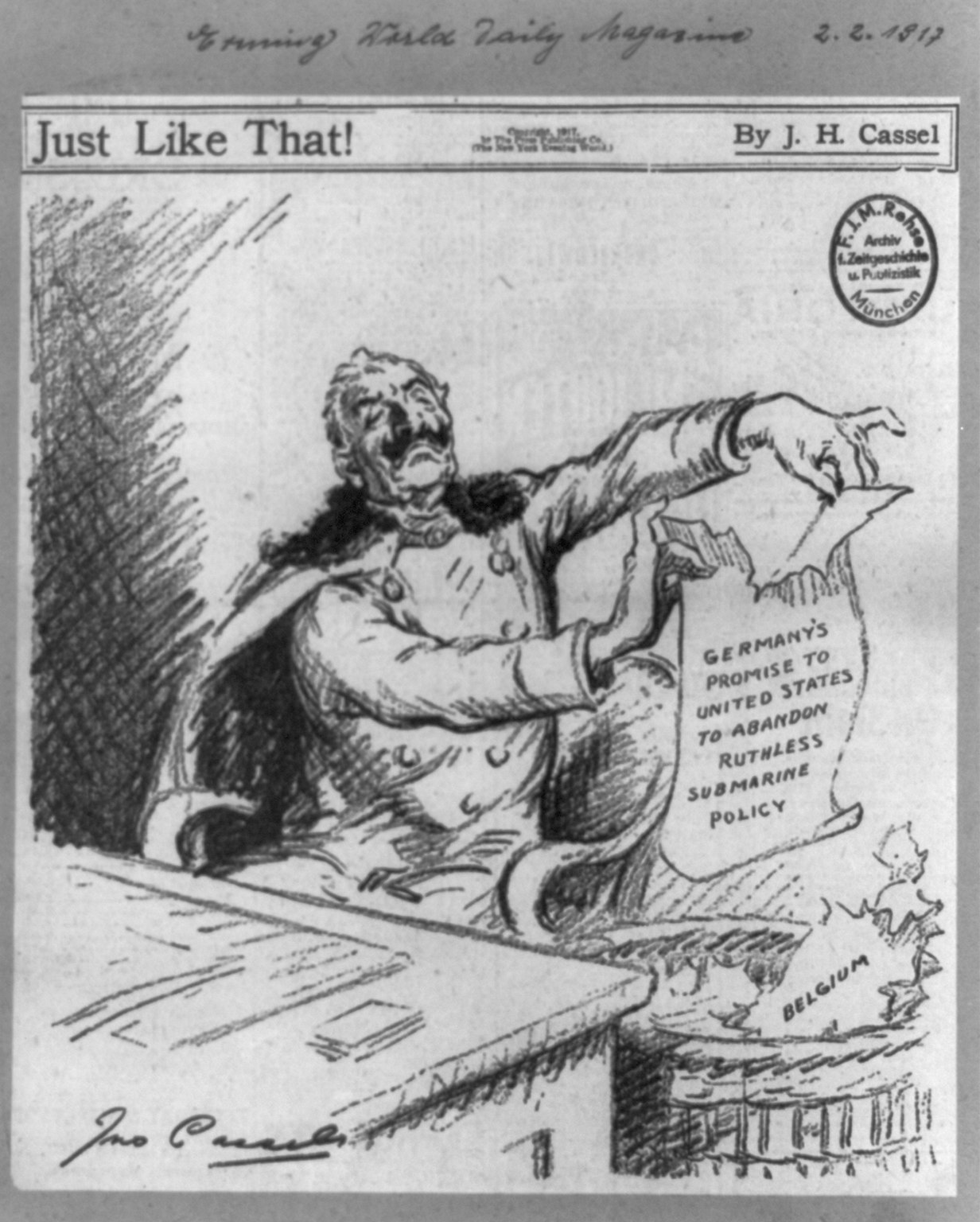
"Juste comme ça", une caricature montrant Wilhelm II déchirant la promesse de l'Allemagne d'"abandonner sa politique sous-marine impitoyable".

La nouvelle politique de guerre sous-marine sans restriction a d'abord été un succès. En janvier 1917, avant la campagne, la Grande-Bretagne a perdu 49 navires; en février, après son ouverture, 105; et en mars, 147. En mars, 25 % de tous les navires à destination de la Grande-Bretagne ont été coulés.
Au début, l'Amirauté britannique ne parvint pas à répondre efficacement à l'offensive allemande. Malgré le succès avéré des convois de troupes au début de la guerre, des convois de la Manche entre l'Angleterre et la France, et des convois néerlandais, français et scandinaves en mer du Nord, elle refusa d'abord d'envisager un convoyage ou une escorte à grande échelle. Le convoyage imposait des retards importants à la navigation, et était considéré comme contre-productif, représentant une perte de capacité de transport supérieure à celle infligée par les U-Boote. Il était détesté par les capitaines de la marine marchande et de la marine de guerre, et considéré comme une mesure défensive. Ce n'est que le 27 avril que l'Amirauté a approuvé le système de convoyage, le premier convoi partant de Gibraltar le 10 mai.
En avril, le contre-amiral américain William Sims est arrivé à Londres en tant qu'officier de liaison de la marine américaine. Il fut consterné d'apprendre par l'Amirauté que l'Allemagne gagnerait la guerre si ses sous-marins n'étaient pas contrôlés, et il envoya un câble à Washington pour que des destroyers de l'United States Navy (USN) soient envoyés à Queenstown, en Irlande, d'où ils devaient patrouiller à l'ouest.
Comme les marchands des pays alliés ont été coulés, les navires brésiliens ont repris les routes qui avaient été libérées. Cependant, cela a conduit les navires brésiliens dans des eaux patrouillées par des U-boots. Conjugué à la politique allemande de guerre sous-marine sans restriction, le résultat a été que les navires brésiliens ont été rapidement perdus, ce qui a rapproché le pays de la déclaration de guerre aux puissances centrales.
En mai et juin, un système régulier de convois transatlantiques est mis en place, et après juillet, les pertes mensuelles ne dépassent jamais 500 000 tonnes, bien qu'elles restent supérieures à 300 000 tonnes pendant le reste de l'année 1917. Le convoyage est un succès immédiat; quel que soit l'itinéraire emprunté, il entraîne une diminution des pertes de navires, les U-boote cherchant des proies plus faciles. Il a également mis les navires de guerre qui escortaient les convois en contact avec les U-boote attaquants, ce qui a entraîné une augmentation du nombre de U-boote détruits. Les pertes des sous-marins allemands se situaient entre 5 et 10 par mois, et ils se sont vite rendu compte de la nécessité d'augmenter la production, même au détriment de la construction de navires de guerre de surface. Cependant, la production a été retardée par des pénuries de main-d'œuvre et de matériel.
Le Conseil allié des transports maritimes a été créé le 3 novembre 1917. Il réunit des représentants de l'Empire britannique, des États-Unis, de la France et de l'Italie afin d'assurer une "administration internationale" pour une gestion plus efficace des transports maritimes. Cette initiative a mené l'action civile qui a complété l'action navale en réponse à la campagne des U-boote, et qui a consisté à organiser efficacement à la fois la navigation et la distribution des approvisionnements, de telle sorte que l'utilité de chaque tonne de marchandises importées soit utilisée au maximum.

## 1918: La dernière année
À la fin de 1917, les pertes maritimes des Alliés s'élevaient à plus de 6 millions de tonneaux pour l'ensemble de l'année. Cependant, les pertes mensuelles de navigation étaient tombées à environ 300 000 tonneaux et n'ont jamais atteint les niveaux du printemps 1917. Avec la mise en place d'un système de convoyage complet, les pertes de navigation alliées sont tombées à des niveaux non critiques, tandis que les pertes des U-boote ont augmenté de façon alarmante. De 48 bateaux perdus jusqu'en février 1917, 61 autres ont été perdus à la fin de l'année.
La réponse logique au système de convoi, qui concentrait les forces pour la défense, était de concentrer de la même façon la force d'attaque. Le branche des U-boote n'a pas réussi à développer une telle réponse pendant la Première Guerre mondiale. Une seule tentative a été faite pour faire fonctionner un groupe, pour monter une attaque en meute sur tout convoi rencontré ; 6 U-boote ont navigué en mai 1918 en groupe, commandés par le Kapitänleutnant Rucker dans le U-103. Ils rencontrèrent plusieurs convois de retour et réussirent à couler 3 navires, mais en perdirent 2, dont le U-103, qui fut éperonné par le navire de transport de troupes Olympic. Rucker avait trouvé pratiquement impossible d'exercer un contrôle depuis sa position en mer, et le taux de pertes décourageait toute nouvelle expérience.

### U-croiseurs
Vers la fin de la guerre, le haut commandement allemand a décidé de mener la guerre sous-marine sur les côtes américaines, en utilisant les grands type U-151 et U-139. Le Type U-151 transportait 18 torpilles (24 torpilles sur le Type U-139) et deux canons de pont de 150 mm, et avait une portée d'environ 25 000 milles nautiques (46 300 km). Sept Type U-151 et trois Type U-139 avaient été construits, le Type U-151 étant à l'origine de grands U-boote marchands pour l'expédition de matériel à destination et en provenance de lieux où les navires de surface allemands, tels que les États-Unis, n'étaient pas autorisés à naviguer, et 6 Type U-151 ont été rééquipés pour le service de guerre en 1917. Les Type U-139 étaient les plus grands U-boote de la Première Guerre mondiale.

### La campagne américaine
L'U-151 quitte Kiel le 14 avril 1918 sous le commandement du Korvettenkapitän Heinrich von Nostitz und Jänckendorff, avec pour mission d'attaquer les navires américains. Il arrive dans la baie de Chesapeake le 21 mai où il pose des mines au large des caps du Delaware et coupe les câbles télégraphiques immergés qui relient New York à la Nouvelle-Écosse. Le 25 mai, il arrête trois goélettes américaines au large de la Virginie, fait prisonnier leurs équipages et coule les trois navires par des tirs d'artillerie. Le 2 juin 1918, connu par certains historiens sous le nom de "Black Sunday", le U-151 a coulé six navires américains et en a endommagé deux autres au large des côtes du New Jersey en quelques heures. Le lendemain, le pétrolier Herbert L. Pratt a heurté une mine posée précédemment par le U-151 dans la région, mais il a été sauvé par la suite. Seules 13 personnes sont mortes dans les sept naufrages, leurs morts ayant été causées par un canot de sauvetage chaviré. Il est retourné à Kiel le 20 juillet 1918 après une croisière de 94 jours au cours de laquelle il avait parcouru une distance de 17 566 km, coulé 23 navires d'une jauge totale de 61 000 tonnes, et avait posé des mines responsables du naufrage de 4 autres navires.
Encouragés par le succès des U-151, U-156, U-117 et du grand Type 139, le U-140 ont été envoyés pour des missions similaires, mais la marine américaine était maintenant prête à les accueillir et la chasse n'était pas aussi bonne. Le U-156 fut perdu de vue lors du voyage de retour lorsqu'il heurta une mine au large de Bergen, en Norvège, le 25 septembre 1918. Un autre trio de sous-marins à long rayon d'action, le U-155, le U-152 et le U-croiseur U-139, traversait l'Atlantique en novembre 1918 lorsque la guerre prit fin.
Quelques-uns des U-croiseurs ont également effectué de longs voyages vers le Sud, jusqu'aux Açores et à la côte africaine, où ils ont opéré généralement sans être molestés contre les navires opérant dans la région, bien que l'un d'eux, le U-154, ait été torpillé par le sous-marin britannique HMS E35 au large des côtes portugaises en mai 1918.
En juillet 1918, un U-boot a coulé quatre barges et un remorqueur au large de Cape Cod, dans le Massachusetts, près de la ville d'Orléans. Le U-boot a tiré sur la ville de façon inefficace pendant environ une heure avant d'être repoussé par deux avions de la marine. C'était la première attaque impliquant l'artillerie d'une puissance étrangère contre le sol américain depuis la guerre américano-mexicaine.

### Contre-mesures finales
En 1918, les mesures anti-sous-marines des Alliés avaient continué à gagner en efficacité.
Les avions ont commencé à jouer un rôle de plus en plus efficace en patrouillant rapidement de vastes zones. Bien qu'ils aient peu d'effet lors des attaques (un seul U-boot a été confirmé comme coulé par une attaque aérienne), la présence d'avions a obligé le U-boot à plonger, devenant ainsi aveugle et immobile, ou à risquer que la patrouille aérienne appelle des navires de guerre de chasse sur les lieux. En 1918, aucun convoi escorté par une patrouille aérienne ne perdit un navire, et les U-boote furent de plus en plus contraints d'opérer de nuit ou hors de portée des avions.
En 1918, l'USN s'est lancée dans un gigantesque projet visant à créer un barrage sur les routes de sortie de la mer du Nord. Le Barrage de mines de la mer du Nord a vu la pose de plus de 70 000 mines durant l'été 1918. De septembre à novembre 1918, 6 U-boote furent coulés par cette mesure.
Le Royal Navy a également mis au point le sous-marin de classe R, conçu comme un navire chasseur-tueur, avec une vitesse sous-marine élevée et un système d'hydrophone sophistiqué. Cependant, ceux-ci sont arrivés trop tard pour voir l'action, et ils n'ont enregistré aucun succès.
À la fin de 1918, les pertes alliées en matière de transport maritime s'élevaient à 2¾ millions de tonneaux pour l'ensemble de l'année (en moyenne 323 000 tonnes jusqu'en mars et en baisse par la suite), pour un coût de 69 sous-marins, la pire année due la branche des U-boote.

### La marine américaine dans l'Atlantique et la Méditerranée
Pendant la Grande Guerre, les navires de guerre de la marine américaine ont été déployés à la fois dans l'Atlantique et en Méditerranée avec pour objectif principal de combattre les sous-marins allemands et d'escorter les convois. La participation américaine a commencé par un événement connu sous le nom de "Retour du Mayflower", lorsque les six premiers destroyers sont arrivés à Queenstown, en Irlande, en mai 1917. Malgré leur long voyage, lorsqu'on leur a demandé quand ils seraient prêts à partir en patrouille, le commandant de l'escadron a répondu "Nous sommes prêts maintenant". Essentiellement, tous les destroyers américains disponibles et une grande partie de la force sous-marine ont été déployés en 1917-18, avec des bases comprenant Queenstown, Bantry Bay, les Açores et d'autres endroits. De nombreux contacts et attaques ont eu lieu dans l'Atlantique et la Méditerranée, bien que seuls deux U-boote aient été coulés ou mis hors service par l'action américaine. Un croiseur auxiliaire américain a lourdement endommagé un U-boot lors de l'action du 4 avril 1918. En conséquence, les Allemands ont navigué directement vers l'Espagne où ils ont sabordé leur bateau. Les chasseurs de sous-marins américains se sont également engagés dans une bataille contre les forces austro-hongroises pendant la guerre. Bien que leur participation au conflit ait été conçue comme un effort anti-sous-marin, ils ont été engagés par des batteries côtières ennemies, ont tracé un chemin à travers un champ de mines et ont aidé à couler deux destroyers austro-hongrois à la base navale de Durazzo, en Albanie.

## Participation japonaise
À partir d'avril 1917, le Japon, allié du Royaume-Uni, a envoyé en Méditerranée un total de 14 destroyers avec des croiseurs amiral qui étaient basés à Malte et jouaient un rôle important dans l'escorte des convois pour les protéger contre les sous-marins ennemis. Les navires japonais ont été très efficaces dans les patrouilles et les activités anti-sous-marines. Cependant, sur les 9 sous-marins de la marine austro-hongroise perdus dans l'action ennemie, 5 ont été coulés par des unités de la marine italienne (U-13, U-10, U-16, U-20 et U-23), 1 par des unités italiennes et françaises (U-30), 1 par des unités de la Royal Navy (U-3), tandis qu'aucun n'a été coulé par la marine japonaise, qui a perdu un destroyer (Sakaki, torpillé par U-27).

## Participation brésilienne
Le 21 décembre 1917, le gouvernement britannique demande qu'une force navale brésilienne de croiseurs légers soit placée sous le contrôle de la Royal Navy et qu'une escadre composée des croiseurs Rio Grande do Sul et Bahia, des destroyers Paraíba, Rio Grande do Norte, Piauí et Santa Catarina, ainsi que du navire de soutien Belmonte et du remorqueur océanique Laurindo Pitta soit constituée, sous le nom de Divisão Naval em Operações de Guerra (DNOG - "Division navale des opérations de guerre"). Le 31 juillet 1918, le DNOG appareille de Fernando de Noronha pour la Sierra Leone. Il arrive à Freetown le 9 août, et navigue jusqu'à sa nouvelle base d'opérations, Dakar, le 23 août. Dans la nuit du 25 août, la division pense avoir été attaquée par un U-boot lorsque le croiseur auxiliaire Belmonte aperçoit une trace de torpille. Le prétendu sous-marin a été chargé en profondeur, a essuyé des tirs et aurait été coulé par le Rio Grande do Norte, mais le naufrage n'a jamais été confirmé.
Le DNOG a patrouillé dans le triangle Dakar-Cap Vert- Gibraltar, soupçonné d'être utilisé par des U-boote en attente de convois, jusqu'au 3 novembre 1918, date à laquelle il s'est mis en route pour Gibraltar afin de commencer ses opérations en Méditerranée, à l'exception du Rio Grande do Sul, du Rio Grande do Norte et du Belmonte. La Division est arrivée à Gibraltar le 10 novembre; en passant par le détroit de Gibraltar, elle a pris trois sous-chasseurs de l'USN pour des U-boote mais aucun dommage n'a été causé.

## Conséquences
Au milieu de l'année 1918, les pertes des U-boote avaient atteint des niveaux inacceptables et le moral de leurs équipages s'était considérablement détérioré; à l'automne, il devint évident que les puissances centrales ne pouvaient pas gagner la guerre.
Les Alliés insistèrent sur le fait qu'une condition préalable essentielle à tout armistice était que l'Allemagne rende tous ses sous-marins, et le 24 octobre 1918, tous les U-boote allemands reçurent l'ordre de cesser leurs opérations offensives et de rentrer dans leurs ports d'attache. Les Alliés ont stipulé que tous les sous-marins en état de marche devaient leur être remis et que ceux qui se trouvaient dans les chantiers navals devaient être démantelés. Plus de 160 U-boote se sont rendus à Harwich, dans l'Essex, en novembre 1918. Sous la direction du contre-amiral Sir Reginald Tyrwhitt, commandant de la flotte de Harwich, les équipages allemands furent chargés de transporter les navires qui devaient être renvoyés chez eux sans être autorisés à mettre le pied sur le sol britannique. Certains des U-boote furent envoyés dans des endroits tels que Liverpool ou Brighton pour être exposés tandis que d'autres furent laissés sur la plage. Le dernier rôle important joué par les U-boote au cours de la Première Guerre mondiale fut la suppression de la mutinerie navale allemande ce même mois, lorsqu'ils se tenaient prêts à "tirer sans avertissement sur tout navire battant pavillon rouge".

## Résumé

### Tonnage allié et neutre coulé par les sous-marins pendant la Première Guerre mondiale
| Mois      | 1914    | 1915      | 1916      | 1917      | 1918      |
| --------- | ------- | --------- | --------- | --------- | --------- |
| Janvier   |         | 47 981    | 81 259    | 368 521   | 306 658   |
| Février   |         | 59 921    | 117 547   | 540 006   | 318 957   |
| Mars      |         | 80 775    | 167 097   | 593 841   | 342 597   |
| Avril     |         | 55 725    | 191 667   | 881 027   | 278 719   |
| Mai       |         | 120 058   | 129 175   | 596 629   | 295 520   |
| Juin      |         | 131 428   | 108 851   | 687 507   | 255 587   |
| Juillet   |         | 109 640   | 118 215   | 557 988   | 260 967   |
| August    | 62 767  | 185 866   | 162 744   | 511 730   | 283 815   |
| Septembre | 98 378  | 151 884   | 230 460   | 351 748   | 187 881   |
| Octobre   | 87 917  | 88 534    | 353 660   | 458 558   | 118 559   |
| Novembre  | 19 413  | 153 043   | 311 508   | 289 212   | 17 682    |
| Décembre  | 44 197  | 123 141   | 355 139   | 399 212   |           |
| Total     | 312 672 | 1 307 996 | 2 327 326 | 6 235 878 | 2 666 942 |

Total général: 12 850. 815 tonnes brutes
Parmi les pertes alliées, on compte 10 cuirassés, 18 croiseurs et plusieurs navires de guerre plus petits.
La guerre sous-marine sans restriction a repris en février 1917 et les Britanniques ont commencé à organiser des convois complets en septembre 1917. Les pertes les plus lourdes ont été subies en avril 1917, lorsque les U-boote ont coulé un record de 881 027 tonnes.
150 000 tonnes de navires purement britanniques sont perdues en janvier 1917, et 300 000 tonnes en février ; les pertes alliées et neutres augmentent dans une proportion similaire. En avril, 525 000 tonnes de navires britanniques ont été perdues. En octobre, 270 000 tonnes ont été perdues, et en décembre, 170 000 tonnes ont été perdues. Ces totaux sont inclus dans les chiffres ci-dessus.
29 commandants de U-boote ont été décorés du Pour le Mérite, la plus haute décoration allemande pour bravoure des officiers. 12 membres d'équipage de U-boot ont reçu la Croix du Mérite militaire en or (Goldene Militär-Verdienst-Kreuz), la plus haute récompense pour bravoure des sous-officiers et des soldats.
Les commandants de U-boote qui ont le mieux réussi pendant la Première Guerre mondiale sont Lothar von Arnauld de la Perière (189 navires marchands et deux canonnières de 446 708 tonnes), suivi de Walter Forstmann (149 navires de 391 607 tonnes) et de Max Valentiner (144 navires de 299 482 tonnes). Jusqu'à présent, leurs records n'ont jamais été dépassés par quiconque dans un conflit ultérieur.
Sir Joseph Maclay approuva quatre modèles standard de navires marchands et passa des commandes pour plus de 1 000 000 de tonnes de navires (la Grande-Bretagne lança 495 000 tonnes de navires dans la première moitié de 1917, mais 850 000 tonnes furent coulées au cours du seul premier trimestre; en 1918, 3 000 000 de tonnes par an étaient lancées).

### Force sous-marine allemande 1914-1918
|                  | 1914 | 1915 | 1916 | 1917 | 1918 |
| ---------------- | ---- | ---- | ---- | ---- | ---- |
| En réserve       | 24   | 29   | 54   | 133  | 142  |
| Gains            | 10   | 52   | 108  | 87   | 70   |
| Bataille perdues | 5    | 19   | 22   | 63   | 69   |
| Autres pertes    |      | 8    | 7    | 15   | 9??  |
| Fin d'année      | 29   | 54   | 133  | 142  | 134  |

- Total des bateaux opérationnels : 351
- Nombre total de navires coulés au combat : 178 (41 par des mines, 30 par des grenades sous-marines et 13 par des Q-ships[55])
- Autres pertes : 39
- Achevé après l'Armistice : 45
- Remis aux Alliés : 179
- Hommes perdus dans des U-boote : 515 officiers et 4894 hommes enrôlés[55].